# Bîcioc, Stînga Nistrului
Bîcioc este satul de reședință al comunei cu același nume din Raionul Grigoriopol, Unitățile Administrativ-Teritoriale din Stînga Nistrului (Transnistria), Republica Moldova. A fost atestat documentar pentru prima oară în 1916.